# أحمد الشامري
أحمد الشامري هو مُرتد سعودي يواجه عقوبة الإعدام بدعوى الردة والكفر.

## حياته الشخصية
ولد أحمد في مدينة حفر الباطن بالمملكة العربية السعودية. وقد اشتهر بعد قضيته الأولى التي جلبت السلطات الدينية في عام 2014 بعد أن زعم ونشر نواياه بخصوص العقيدة الإسلامية على وسائل التواصل الاجتماعي. في عام 2015، حكم عليه بالإعدام بعد إدانته بالردة والكفر من قبل المحاكم المحلية، بعد سنتين من الاستئناف حكمت عليه المحكمة مجددا بالإعدام لكنه ظل مسك بالاستئناف، وقد أثارت قضيته هذه العديد من رواد مواقع التواصل الاجتماعي كما لقيت ردود فعل دولية حيث أن معارضي الحكم عليه ساعدوه من خلال نشر هاشتاج #مرتد_حفرالباطن.